# Meissa
Meissa (Lambda d'Orió / λ Orionis), també coneguda com a Heka o Raselgeuse, és un estel de la constel·lació d'Orió, situada al cap del caçador. Tots dos noms provenen de l'àrab, Al-Maisan «l'estel brillant» i Al-Haq’ah «la taca blanca».
A uns 1.100 anys llum de distància, Meissa és un estel binari les components del qual estan separades 4,4 segons d'arc i poden resoldre's fàcilment amb un petit telescopi. L'estel més brillant, de magnitud aparent +3,39, és una gegant blau molt calent la temperatura superficial del qual és de 35.000 K. De tipus espectral O8, és un dels pocs estels d'aquest tipus visibles a ull nu, al costat de Naos (ζ Puppis), Alniyat (σ Scorpii) o Alnitak (ζ Orionis), aquesta última també en la constel·lació d'Orió. Incloent la radiació emesa en l'ultraviolat, la seva lluminositat és 65.000 vegades major que la del Sol, i és un dels estels més lluminosos que es coneixen. La seva massa també és molt gran, 25 vegades major que la massa solar, cosa que significa que conclourà la seva vida explotant com una supernova.
L'altra component, de magnitud 5,61, és un estel de tipus espectral B0.5V amb una temperatura de 27.000 K. És 5.500 vegades més lluminosa que el Sol.
Meissa forma part del cúmul estel·lar Collinder 69. Està envoltada per l'enorme anell Lambda Orionis, anell de gas de 150 anys llum de diàmetre il·luminat per l'estel.